# Epsilon Delphini
Epsilon Delphini (Aldulfin, ε Del) – gwiazda w gwiazdozbiorze Delfina. Jest odległa od Słońca o około 330 lat świetlnych.

## Nazwa
Gwiazda ta ma nazwę własną Aldulfin, która wywodzi się od arabskiego ‏ذنب الدلفين‎ ḏanab ad-dulfīn, oznaczającego „ogon Delfina” i nawiązuje do jej położenia w konstelacji. Jest też znana jako Deneb Dulfim. Międzynarodowa Unia Astronomiczna w 2017 roku formalnie zatwierdziła użycie nazwy Aldulfin dla określenia tej gwiazdy.

## Charakterystyka
Jest to pojedyncza błękitna gwiazda typu widmowego B, sklasyfikowana jako olbrzym, choć w rzeczywistości jest to wciąż gwiazda ciągu głównego. Jej temperatura jest znacznie wyższa niż temperatura Słońca i równa 14 400 K, a jasność, uwzględniając promieniowanie ultrafioletowe, jest 745 razy większa od jasności Słońca. Gwiazda ma promień 4,4 razy większy od Słońca i 4,8 razy większą masę. Prawdopodobnie jest dopiero w dwóch trzecich okresu syntezy wodoru w hel w jądrze, który przy takiej masie trwa około 100 milionów lat. Po tym czasie gwiazda zmieni się w prawdziwego olbrzyma, a życie zakończy odrzucając 80% swojej masy i stając się węglowo–tlenowym białym karłem.